# Culture de Sredny Stog
Subdivisions
Culture de Cucuteni-Trypillia
Objets typiques
sépulture en tumulus, haches de guerre
La culture de Sredny Stog (ainsi dénommé d'après le village de Seredny Stih en Ukraine, où elle fut localisée en premier, Sredny Stog étant sa désignation traditionnelle en russe ; stog signifiant « meule de foin »), est une culture marquant la jonction du Néolithique au Chalcolithique. Elle remonte à la période comprise entre 4500 et 3500 av. J.-C. Elle était située précisément au nord de la mer d'Azov entre le Dniepr et le fleuve Don. L'un des sites les plus célèbres associé à cette culture est Dereivka, situé sur la rive droite de l'Omelnik, un affluent du Dniepr et constitue le site le plus impressionnant de la culture de Serednij Stih, s'étendant sur une superficie d'environ 2000 m2.

## Vue d'ensemble
Il semble qu'elle ait été en contact avec la culture agricole de Cucuteni-Trypillia à l'ouest et qu'elle ait été contemporaine de la culture de Khvalynsk. Youri Rassamakine suggère qu'elle devrait être considérée comme terme géographique avec au moins quatre éléments culturels distincts. L'expert le plus éminent de cette culture, Dimytro Teleguine, a divisé la culture de Sredny Stog en deux phases distinctes. C'est la culture Yamna qui lui succéda.
Les sépultures consistaient en une fosse au niveau du sol, non recouverte d'un tumulus (kourgane). Les morts étaient placés sur le dos avec les jambes repliées. On utilisait de l'ocre. La phase II de la culture connaissait aussi les poteries à céramique cordée, à l'origine desquelles elle pourrait être selon une des opinions en cours, et des haches de guerre en pierre du type que l'on associe aux cultures indo-européennes du nord de l'Europe. 
On a cru y déceler des indices anciens de domestication du cheval (en phase II, vers 4000-3500 av. J.-C.) avec les vestiges mis au jour à Dereivka (4000 av. J.-C.) qui semblent être des appuie-joues (lanières de cuir qui entourent le museau du cheval et reliée au mors). Mais une datation au spectromètre de masse couplé à un accélérateur de particules a montré que les os d'un étalon dont les dents portaient des traces de mors dataient en réalité de l'âge du fer scythique,.

## Génétique et populations
Le plus ancien échantillon d'ascendance paysanne anatolienne dans les steppes se trouve chez un individu à Aleksandriya, un cimetière de Srednij Stih sur le Donets, dans l'est de l'Ukraine. Srednij Stih a souvent été discuté en tant qu'ancêtre possible de la culture Yamna en Ukraine. La seule tombe publiée date d'environ 4 000 ans avant J.-C. et montre 20 % d'ascendance paysanne anatolienne et 80 % d'ascendance steppique de type Khvalynsk (mélange de chasseurs-cueilleurs caucasiens CHG & de chasseurs-cueilleurs de l'Est européen EHG). Son haplogroupe du chromosome Y était R1a-Z93, similaire à la dernière culture de Sintachta et aux Indo-Aryens de l'Asie du Sud. Il est le premier échantillon connu à montrer l'adaptation génétique à la persistance de la lactase (I3910-T). Une autre tombe datant d'avant 3600-3400 av. J.-C., de la vallée du Dniepr à Dereivka, d'ascendance anatolienne, a été analysée. Elle avait également 20 % d'ascendance paysanne anatolienne, mais elle montrait moins de CHG qu'Aleksandriya.
Une étude paléogénétique publiée en 2024 modélise la formation des populations de la culture de Sredny Stog puis Yamna comme étant le résultat du trois clines génétiques énéolithiques : un cline « Caucase-Basse Volga » (CLV) imprégné d'ascendance de chasseurs-cueilleurs du Caucase (CHG) s'étendant entre l'extrémité sud du Néolithique du Caucase dans l'Arménie néolithique et une extrémité nord de la steppe dans la région de la Basse Volga. Les populations situées dans l'Est de la steppe pontique et celles de la culture de Maïkop dans le nord du Caucase sont les résultats de ce flux génétique bidirectionnel. Ces populations (CLV) ont également contribué à la formation de deux grands « clines fluviaux » en se mêlant à des groupes distincts de chasseurs-cueilleurs européens. Un « cline de la Volga » s'est formé lorsque les habitants de la Basse Volga se sont mélangés à des populations en amont qui avaient une ascendance plus orientale de chasseurs-cueilleurs (EHG). Un « cline du Dniepr » s'est formé lorsque les populations CLV portant à la fois des ancêtres du Néolithique du Caucase et de la Basse Volga se sont déplacés vers l'ouest et ont incorporé l'ascendance des chasseurs-cueilleurs du Néolithique ukrainien (UNHG) pour former la population de la culture de Sredny Stog dont sont issus les ancêtres directs des Yamna eux-mêmes, formée vers 4000 avant notre ère.